# 배병수
배병수(裵昺洙, 1957년 ~ 1994년 12월 11일)는 대한민국의 연예계 전문 매니저 1세대이다.
학원 예명 '배석봉'으로서 서울 동대문구  전농동에서 부기와 회계를 가르치는 유명 학원 강사였다. 1980년대 후반에 군대 동기였던 가수 김학래를 만나면서 가수 매니저를 시작하였고, 도제식으로 매니저 일을 배운 후 1990년대에 들어서면서부터 배우로 대상을 바꾸었다. 기존의 주먹구구식 매니지먼트 관행에서 탈피해 작품과 배우 간의 조화, 라디오 등 다양한 매체를 활용한 홍보, 광고 모델로 먼저 인지도를 높여 대중의 호기심을 유발하는 전략 등 ‘전문성’을 내세운 배병수의 전략은 대성공을 거두었다. 정·관계 인사와의 관계도 성공 비결이었다. 배우 최민수, 배우 최진실, 배우 엄정화 등을 발굴하면서 연예계에 선풍을 일으켰다.
배우에 대한 철저한 관리로 대한민국에서 방송국 프로듀서와 매니저의 관계를 역전시킨 최초의 인물이라는 평가가 있다. 프로듀서 주철환은 배병수를 연예인의 ‘스타성’을 낭비하지 않은 사람이라고 평가하면서, 당시 매니저는 대개 연예인에게 '스타성'보다 ‘스타의식’을 길러줬는데 배병수는 연예인을 아끼는 마음에 그렇게 하지 않았다고 말했다.
1993년 12월에는 최진실이, 1994년 4월에는 최민수가 배병수와 계약을 해지하였는데, 이에 대해 '대한민국에 보다 과학적이고 합리적인 방법에 입각한 연예인 매니지먼트가 정착되어야 함을 역설적으로 보여준다'고 하는 평가가 나오기도 하였다. 연예인 매니저 수당은 연예인 수익의 30%를 갖게 되어 있는데, 배병수는 자신과 계약을 맺은 연예인들에 대해 매니저 수당을 지나치게 높게 책정하는 경향이 있었고 이에 대해 불만을 느끼는 연예인들이 있었다.
1994년 12월 11일, 배병수는 자신의 부하 직원으로 근무했던 전용철에 의해 살해당했다. 전용철은 배병수에게 질책받다 해고된 것에 앙심을 품고 배병수의 집에 숨어들어가 배병수를 덮쳐 살해했다. 전용철은 배병수의 은행 계좌에서 3,820만 원을 현금 입출금기로 찾다가 실종된 배병수를 찾던 경찰에 꼬리가 잡혔고, 경찰의 추격에 도주했다가 수사망이 좁혀오자 자수했고, 재판을 통해 무기징역형을 받았다.

## 배병수 살해 사건의 전말
1993년 여름, 전용철은 고등학교 졸업 후 군대를 다녀온 뒤 일 없이 지내던 중에 한 방송사 예능 프로그램 야외 공개 녹화장에서 배병수를 우연히 만나 현장 잡일을 도와준 것을 계기로 배병수에게 로드매니저로 채용되었다. 배병수는 전용철이 체격이 왜소하고 얼굴이 곱상하며 착하고 성실해 보여 여자 연예인 로드매니저(연예인을 수행하며 운전, 일정 관리, 잔심부름 등을 해주는 사람)로 어울린다고 판단을 했고, 이후 자신과 계약을 맺고 있던 배우 최진실의 로드매니저로 전용철을 배정했다.
배병수와 전용철의 사이는 처음에는 별문제가 없었지만 점차 독단적이고 불같은 성격의 배병수가 전용철을 혼내는 일이 늘기 시작했다. 배병수가 경영하는 연예 기획사 사무실에서 금품이 없어지고, 기획사 직원들이나 배병수와 계약을 맺은 연예인들의 소지품에서 금품이 없어지는 일이 빈번히 발생하자 배병수는 전용철을 의심했고, 전용철이 사소한 실수를 저질러도 여러 사람이 보는 앞에서 전용철을 가혹하게 질책하기 시작했다.
1994년 1월, 배병수는 전용철을 해고했다. 전용철은 배병수에게 불만과 앙심을 품게 되었다. 최진실이 점점 더 유명해질수록 배병수의 명성은 높아갔고 그럴수록 전용철의 배병수에 대한 복수심은 커졌지만 전용철에게는 복수를 할 수단이나 방법, 능력이 없었다. 전용철은 해고당한 후 그동안 벌어둔 돈으로 이곳저곳을 전전하며 오락과 유흥으로 시간을 보냈고, 돈이 떨어진 뒤엔 카드 빚으로 충당했다. 그러다가 전용철은 독립적으로 매니저 일을 시작해 보려고 연예계를 기웃거리다 배병수를 만났는데, 배병수로부터 ‘매니저 할 자격도 없다’는 질책을 듣자 배병수에 대한 반감은 더욱 커졌다.
1994년 10월, 전용철(당시 21살)은 가진 돈도 다 떨어지고 1천만 원이 넘는 카드 빚마저 지게 된 상황 속에서 서울 청량리 한 성인 오락실에서 절도 등 전과 5범인 김영민(당시 23살)를 만나 친하게 지내게 되었고 이 둘은 ‘돈을 벌자’는 범죄 모의를 하게 되었다. 전용철은 배병수에게 돈이 많다는 것과 배병수의 내부 사정을 잘 안다는 점을 내세우며 김영민의 범죄 경험과 결합하면 큰 돈을 벌 수 있다고 김영민에게 범행을 제안하였다. 차량과 범죄 도구들을 마련한 두 공범은 1994년 12월 11일 밤 11시, 빌려온 '에스페로' 승용차를 타고 배병수의 집에 도착했다. 배병수 집 초인종을 눌렀으나 응답이 없어 배병수의 집에 아무도 없다는 사실을 확인한 두 사람은 배병수의 집 안으로 침입해 들어가 숨어 있다가 30분 뒤 귀가한 배병수의 머리를 각목으로 내리쳐 실신시켰다. 안방으로 배병수를 옮긴 두 사람은 배병수를 결박하고 깨운 뒤 칼로 위협해 배병수에게 배병수의 예금 통장과 현금카드의 위치와 비밀번호를 물었다. 배병수가 답을 거부하고 오히려 전용철을 나무라자 전용철은 배병수에게 가혹한 폭행을 가했고, 결국 배병수는 그들이 알고 싶어하는 것을 모두 말해줄 수밖에 없었다. 두 공범은 필요한 것을 모두 손에 넣은 후 배병수의 목을 전깃줄로 졸라 살해했다. 이 살해 행위에는 자신들의 얼굴을 아는 배병수가 경찰에 신고할 것이라는 '두려움'도 작용했지만 배병수에 대한 '복수심'도 작용하였다. 1994년 12월 12일, 배병수의 시신을 유기하고 범행 증거가 묻은 차량을 외진 곳에 버린 두 사람은 새로 산 '브로엄' 차량을 이용해 이동하며 배병수의 돈을 마구 인출했고, 거액을 손에 쥐게 된 '기쁨', 큰 죄를 저질렀다는 '죄책감', 잡힐지도 모른다는 '불안감' 속에 술집을 찾았고 쾌락 속에 그 모든 것을 잊으려고 했다.
1994년 12월 12일에 배병수가 갑자기 사라졌다. 배병수의 거처를 이리저리 수소문하던 배병수의 가족은 1994년 12월 20일 경찰에 실종 신고를 했다. 경찰은 사건의 파장을 고려해 신속하게 수사에 임했다. 가장 집중적인 수색 대상은 배병수의 집이었는데, 현장을 정리하고 치운 기색이 역력했지만 여기저기에서 격투의 흔적이 포착되었고, 안방에서는 혈흔도 발견되었다. 이후 경찰은 강력 사건 수사 체제로 돌입했다.
배병수가 실종된 것으로 추정된 1994년 12월 12일부터 며칠 동안 서울과 부산 등에 있는 현금인출기를 이용해 누군가 배병수의 계좌에서 총 3820만 원이라는 거액을 인출한 것이 포착되면서 수사는 급물쌀을 탔다. 현금인출기가 설치된 은행 일부에서는 은행 직원들이 그 ‘이상한’ 인출에 대해 기억하고 있었고, 일부 지급기엔 시시티브이가 설치되어 있었다. 목격자들이 진술한 20대 남자의 인상 착의로 용의자의 신원을 추정해 가던 경찰은 배병수 밑에서 로드매니저로 일하다가 몇 달 전에 해고당한 전용철에게 주목하게 되었다. 경찰은 주변에 대한 탐문수사 결과 전용철이 1994년 12월 11일에 당시로서는 신형이었던 ‘브로엄’ 승용차를 구입하고 지인에게서 폐차 직전의 낡은 ‘에스페로’ 승용차를 빌렸다는 사실을 확인했다.
1994년 12월 23일 오후 2시 15분, 충청북도 음성군의 고속도로 진출로에서 잠복 근무 중이던 경찰관의 눈에 ‘브로엄, 서울 4커 7702’ 차량이 잡혔고, 운전자는 검문을 위해 다가간 경찰관을 제치고 차량을 급출발했으며, 경찰은 해당 차량을 추격했다. 해당 차량에는 전용철, 김영민, 2명의 젊은 여성 등 총 4명이 탑승하고 있었는데, 여성들은 배병수가 실종된 1994년 12월 12일 밤에 전용철과 김영민이 찾은 룸살롱 종업원들이 거액의 팁을 받고 함께 강원도 ‘스키장’으로 놀러 가는 중이었다. 경찰의 추격 약 2시간 뒤, 해당 차량은 충청북도 진천군에 있는 한 아파트 주차장에서 발견되었지만 사람은 타고 있지 않았다.
1994년 12월 23일 오후 6시 40분, 경찰의 압박이 조여오자 전용철은 경찰에 전화해 자수 의사를 밝히고 차량을 주차한 장소에 나타나 체포되었다. 두 여성은 도주해 친지 집에 숨어 있었고 경찰은 그 집을 급습해 두 여성을 범인 은닉 및 도주 방조 혐의로 검거했다. 김영민 역시 1994년 12월 24일에 서울서초경찰서를 찾아와 자수했다. 전용철과 김영민은 배병수를 살해한 후 암매장한 사실을 자백했다.
1994년 12월 24일 오후, 형사들은 경기도 가평군 설악면 청평유원지 인근 야산 골짜기에서 오랜 수색 끝에 배병수의 시신을 발견했다. 두 범인이 배병수 시신을 야산 오솔길까지 차에 싣고 온 뒤 시신이 쉽게 발견되지 못하게 하기 위해 시신을 골짜기 언덕 아래로 굴려 버렸기 때문에 시신 발견에 어려움이 있었다. 평상시 집에서 입는 운동복 차림의 배병수의 시신은 추운 겨울 날씨에 완전히 얼어 있었고, 눈, 코, 입술 등 얼굴 여러 곳이 붓고 터져 있어 누군지 알아보기가 힘들 정도였고, 머리에도 심한 타박상이 있었고, 팔이 부러져 있었으며, 목에는 선명하게 줄이 파고든 흔적(삭흔)이 남아 있었다.
1995년 6월, 두 사람에게 각각 무기징역형이 선고되었고, 형이 너무 과하다며 이들은 항소했지만 10월 항소심에서 원심 형량이 확정되었다. 이후 전용철은 원주교도소, 김영민은 부산교도소에 각각 나뉘어 수감되었다.
이후 전용철은 감옥에서 실체없는 음모론을 퍼트렸는데, 형이 확정되어 수감된 뒤 일부 정치인과 언론사에 지속적으로 ‘이제 진실을 밝히겠다’는 편지를 보내고, 일부 언론사와 교도소 내 인터뷰까지 하면서 전혀 ‘실체가 없는’ 모호한 음모론을 퍼트렸다. 1994년 12월 이래 8년간 여러 언론사에 '섭섭한 게 있다'는 모호한 표현이 담긴 편지만을 보내다가 2002년 11월 전후 기자들에게 실명을 거론하며 그 섭섭함의 실체를 교도소 내 인터뷰를 통해 이야기하기 시작했다. 2002년 11월 18일 춘천지방검찰청 원주지청에서 이 문제로 소환 조사를 받기도 했다.
해당 살인 사건은 형사 절차와는 별도로 연예계 내부의 갑을관계를 주목하게 만들었는데, 정·관계, 언론사, 방송사 인사 등 ‘절대 갑’, 연예 기획사 대표라는 ‘갑’, 유명 연예인이라는 또다른 ‘갑’과 신인 연예인, 말단 로드매니저 등 ‘을’ 사이의 지배·복종 관계와 착취 구조 등의 문제를 처음으로 알린 사건이었다. 하지만 연예계 내부의 부조리에 대한 의혹과 설만 난무했을 뿐 제대로 된 조사나 수사가 이루어지지는 않았다.